# Беласовский сельсовет
Бела́совский сельсове́т — административно-территориальное образование, подчинённое городу областного значения Семёнов в Нижегородской области Российской Федерации. 
В рамках организации местного самоуправления территория сельсовета входит в  городской округ Семёновский. С 2004 до 2011 года сельсовет как муниципальное образование имел статус сельского поселения в составе Семёновского муниципального района.
В рамках административно-территориального устройства сельсовет до 2011 года входил в Семёновский район Нижегородской области.
Административный центр сельсовета — деревня Беласовка.

## Населённые пункты
В сельсовет входят 15 населённых пунктов:
| №  | Населённый пункт | Тип     | Население |
| -- | ---------------- | ------- | --------- |
| 1  | Бараниха         | деревня | ↘36       |
| 2  | Беласовка        | деревня | ↘1161     |
| 3  | Богоявление      | деревня | ↘231      |
| 4  | Дорофеиха        | деревня | ↘35       |
| 5  | Елисеево         | деревня | ↗161      |
| 6  | Каменный Овраг   | посёлок | ↘8        |
| 7  | Керженец         | посёлок | ↘892      |
| 8  | Кириллово        | деревня | ↘68       |
| 9  | Кондратьево      | деревня | ↘140      |
| 10 | Мошна            | деревня | ↘3        |
| 11 | Озеро            | деревня | ↘60       |
| 12 | Пустынь          | деревня | ↘148      |
| 13 | Стрелка          | деревня | →0        |
| 14 | Трегубово        | деревня | ↗21       |
| 15 | Якимиха          | деревня | ↘21       |